# Младен Коларовић
Младен Коларовић (Сремски Карловци, 24. децембар 1829 — Сремска Митровица, 2. октобар 1880) био је српски адвокат, професор, политичар и начелник општине Сремска Митровица.

## Младост и образовање
Отац Емануел био је лекар и филолог, мајка Јелена. Основну школу завршио је у родном месту. Гимназију је похађао у Карловцима, Сегедину, Модри и Пожуну. За време Револуције 1848. учествовао је у Српском народном покрету, и био је декретирани канцелиста патријарха Јосифа Рајачића. Након окончања револуције завршио је право у Бечу, и добио звање судског приправника.

## Каријера
У Хајнбургу је 1857. био помоћник у државној управи, а одатле је премештен у Темишвар, седиште круновине Војводство Србија и Тамишки Банат. Пошто је 1861. круновина укинута вратио се код оца у Карловце, и запослио се у Карловачкој гимназији као професор. Предавао је историју, географију и филозофију.
Оженио се 1863. Христином Јанковић. Адвокатски испит положио је 1865. године. После очеве смрти преселио се из Карловаца у Сремску Митровицу, где се бавио адвокатуром. Члан Матице српске био је од 1870. године.

## Политичар
Био је присталица идеја Светозара Милетића и члан Српске народне слободоумне странке. У два наврата био је посланик на Народно-црквеним саборима (1869. и 1872).

### Начелник општине Сремска Митровица
Функцију општинског начелника Сремске Митровице обављао је 1871-1875. године. За време развојачења Војне границе успео је за Митровицу да избори градску кућу. Заслужан је и за подизање градског парка и увођење јавне расвете у граду. Започео је процес проглашења Митровице градом, али се због болести повукао са функције.
Био је постављен и за председника Имовинске општине Петроварадинског окружја, а 1873. био је на челу инвестиционе комисије.